# Moræneler
Moræneler er en jordart, som dannes ved aflejring fra gletsjere. Den er som alle moræneaflejringer usorteret og kan indeholde alle kornstørrelser. Moræneler forekommer almindeligt i de tidligere nedisede områder i Nordeuropa og Nordamerika.
Ofte er lag af moræneler ganske faste og anses derfor inden for bygge- og anlægsbranchen for god bæredygtig jord velegnet til fundering.
Moræneler er pga sin kornstørrelsessammensætning velegnet til agerbrug, og områder med moræneler regnes normalt som frugtbar landbrugsjord.

## Historiske betegnelser
Før isteoriens fremkomst i midten af 1800-tallet anså geologerne moræneler som dannet ved en form for voldsom, syndflodsagtig oversvømmelse, og man brugte dengang betegnelsen rullestensler. Lægfolk brugte tidligere om den uforvitrede moræneler betegnelsen blåler.

## Sammensætning og forekomst
Moræneler har, som alle moræner, en sammensætning som afspejler hvilke jord- og bjergarter gletsjeren har overskredet på sin vej hen til stedet hvor morænen blev aflejret. Moræneler dannes derfor kun i områder, hvor en gletsjer (blandt andet) har overskredet ældre leraflejringer, oparbejdet dem i sig og ført dem med sig. Moræneler er, som alle moræner, en blanding af mange forskellige kornstørrelser, der som andre ler-jordarter, såsom smeltevandsler, glimmerler og plastisk ler, er karakteriseret ved at have et så højt indhold af lerpartikler, at jordarten har plastiske egenskaber, hvilket vil sige at den kan formes. Dette indebærer ikke, at ler behøver at være den hyppigste kornstørrelse, for de plastiske egenskaber ses allerede ved et lerindhold på 12-15 %, svarende til et plasticitetsindeks større end 4-7 %. Med faldende lerindhold vil moræneler gradvist gå over i morænesand, som umiddelbart kan være svær at skelne fra moræneler.
Moræneler er hyppigt forekommende i tidligere nedisede områder, og den udgør de overfladenære lag i store dele af Nordamerika og Nordeuropa, foruden Danmark i Sverige især i Skåne, Norge især på Jæren, Nordtyskland og Polen og Nederlandene, de baltiske lande, England, samt under det meste af Nordsøen.
I tidligere geologiske perioder var kontinenterne pga kontinentaldriften placeret anderledes end i dag i forhold til jordklodens poler, og gamle morænelersaflejringer, såkaldte tillitter, kendes fx fra Perm-perioden i både Australien, Sydafrika og Sydamerika.

### Danmark
Moræneler er Danmarks mest almindelige jordart, idet den udgør ca. 40 % af de overfladenære lag. Moræneler er den dominerende jordart på Fyn, Sjælland og øerne, men forekommer også i store områder i Jylland nord og øst for Hovedopholdslinien samt i et lidt mindre omfang på bakkeøerne.
Moræneler er i Danmark en sandet og siltet ler med spredte store sten og blokke. Hovedbestanddelen af sedimentet består af oparbejdet materiale fra ældre, sandede og lerede aflejringer samt andre sedimenter fra det danske område. Specielt dominerer kalk og flint i moræneler omkring Limfjorden, på det nordøstlige Djursland samt på Stevns og Møn. Fremmede sten og blokke har kildeområde henholdsvis i det sydlige Norge og Sverige samt i Østersøområdet.

## Forvitret moræneler
Lige efter aflejring fra en gletsjer vil en morænelers farve afspejle farven af de materialer, og især den ler, som gletsjeren har oparbejdet. Dansk moræneler er i denne uforvitrede udgave oftest grå med et svagt olivengrønt skær. Efter at isen trak sig bort, er morænelagene gennem årtusinder blevet påvirkede dels af atmosfærens svagt sure nedbør og dels af plante- og dyrelivet på og i jordoverfladen, hvilket har medført dannelse af jordbundshorisonter, hvor morænen ændrer farve over mod den brunlige og gullige forvitrede udgave. Direkte sammenlignet med forvitret moræneler fremstår den uforvitrede moræneler som svagt blålig, hvilket formentlig er baggrunden bag betegnelsen blåler.

## Slap moræneler
Det meste moræneler er dannet ved frismeltning af materiale fra bunden af gletsjere, og jordarten dannes derfor under det store tryk fra den overliggende is. Inden for geoteknikken regnes moræneler derfor de fleste steder som forkonsolideret, hvilket vil sige at jordarten tidligere har oplevet et større overlejringstryk end tilfældet er i dag, hvor den overliggende is er smeltet bort. Denne forkonsolidering gør moræneler meget velegnet til fundering af bygværker, idet jordarten ikke vil reagere nævneværdigt på at blive merbelastet med vægten af en bygning, så længe denne vægt ikke overstiger hvad moræneleren oplevede under vægten af istidens gletsjere.
Det er normalt kun bundmoræne, dannet under isen, som er forkonsolideret, mens topmoræne og flow till dannet ved frismeltning på isens overflade godt kan være mere blød, eller slap. Under visse omstændigheder kan også bundmoræne være slap, som det sås ved forundersøgelserne for byggeriet i 1990-erne af Vestbroen over Storebælt. Her stødte man på tykke, uregelmæssigt formede forekomster af slap moræneler, som gav anledning til bekymring mht bropillernes stabilitet. De slappe lerlag er formentlig dannet ved, at der i lokale områder lige under gletsjeren er opbygget et overtryk, dels fordi jordlagene rundt om var frosne, dels pga opstrømmende gas fra undergrunden. Når en moræne dannes i et miljø med poreovertryk, kan den ikke opnå særlig høj styrke, men bliver slap, idet poreovertrykket så at sige bærer gletsjeren og forhindrer denne i at sammenpresse morænen.
Sådanne poreovertryk opbygges gerne, hvor gletsjere glider hen over impermeable lerlag, mens det ikke sker ved sandlag og kalklag, som er mere gennemtrængelige for vand. Dette menes at være en del af forklaringen på, at moræneler i Jylland ofte er slappere end moræneler på det østlige Sjælland og i København, hvor undergrunden består af kalksten.

## Sprækket moræneler
I forlængelse af den vågnende miljødebat i Danmark i 1970-erne og begyndelsen af 1980-erne blev nedsivning af miljøfremmede stoffer fra fx industrigrunde genstand for miljøundersøgelser. Internationalt blev moræneler indtil da anset for at være så impermeabel, dvs uigennemtrængelig for vand, at nedsivning fra forureningskilder på morænelersområder ikke ansås for noget større problem, i modsætning til nedsivning på områder med sandaflejringer. I 1980-erne blev man imidlertid både i Nordamerika og Nordeuropa opmærksom på, at moræneler hyppigt er gennemsat af sprækker, dannet enten ved tryk fra gletsjeren eller senere ved årstidsafhængige ændringer i jordens fugtighed og styrke. Forurening viste sig at kunne sive ned gennem sådanne sprækker med ganske høj hastighed, såkaldt sprækkepermeabilitet, i sammenligning med, hvis forureningen kun kunne sive gennem en usprækket, tæt morænejordart, såkaldt matrixpermeabilitet. Dette har fået stor betydning for brugen af moræneler til bremsning af forureningsudbredelse, nedsivning og grundvandsbeskyttelse generelt.
Efter at man i løbet af 1990-erne fik en bedre forståelse af, hvordan væskebåret forurening spredes gennem sprækket moræneler, er der udviklet en række metoder til forureningsoprensning, dels vha pumpning, pneumatisk opsprækning vha gas-injektion og insitu bakteriel nedbrydning af forureningen. Tungtopløselig forurening, som fx olie eller tjære, under ét kaldet DNAPL (Dense Non-Aqueous Phase Liquid), udgør et særligt stort problem.
Men sprækkerne har også givet inspiration til nye LAR-metoder til bortskaffelse af nedbør uden om kloaksystemerne.

## Moræneler som råstof
Tilpas leret og stenfattig moræneler er i tidens løb anvendt som teglværksler, til fremstilling af fx mursten.
Kalkholdig moræneler brugtes tidligere til jordforbedring, bla i det vestlige Jylland, hvor udbytterne fra agerbrug kunne øges, når de sandede jorde fik et tilskud af ler og kalk.

## Moræneler på jordartskort
Find selv ud af, om der er moræneler i nærheden af hvor du bor:
- Jordartskort over Danmark i 1:200.000 (GEUS)
- Jordartskort over Sverige i 1:1.000.000 (Sveriges geologiska undersökning) (i Kortvisare: vælg Jordarter)
- Jordartskort over Norge (Norges geologiske undersøkelse) (Vælg: Kart/Norges geologiske undersøkelse/Løsmassegeologi)
- Jordartskort over Storbritannien - Geology of Britain Viewer (British Geological Survey) Arkiveret 2. december 2016 hos  Wayback Machine
- Jordartskort over Tyskland - BGR Geologische Übersichtskarte 1:200 000 (GÜK 200)